# Finn Alnæs
Finn Ildfesten Alnæs (* 20. Januar 1932 in Bærum; † 3. November 1991 in Lillehammer) war ein norwegischer Schriftsteller in romantischer Tradition. Er verweigerte sich sowohl der realistischen wie der avantgardistischen Literatur. Trotz eines aufsehenerregenden Debüts (mit dem Roman Koloss, 1963) geriet er zunehmend in Isolation und schließlich in Vergessenheit.

## Leben
Alnæs stammte aus gebildeter Familie: Sein Großvater Eyvind Alnæs war Organist und Komponist, sein Vater Rechtsanwalt. Nach dem Besuch eines Privatgymnasiums ging er nach London, um zeitweilig (1951/52) an der Webber-Douglas-School für Musik und Darstellende Künste zu studieren. Mit seinen Eltern, die beide während des Faschismus im Widerstand tätig waren, hatte er sich überworfen. Nach Oslo zurückgekehrt, konnte er sich nur mühsam mit kleinen Rollen am Theater über Wasser halten; er arbeitete zudem als Lehrer, Lastwagenfahrer, Stauer, bald auch Journalist. Neben Artikeln und Erzählungen versuchte sich Alnæs auch an Dramen, wobei ihn weder Ibsens illusionäres noch das modische absurde Theater lockten. 1968 heiratete er die Arzttochter und Sozialarbeiterin Kirsten Rohme; die Ehe sollte nur bis 1977 halten.
Alnæs verehrte die Natur – Kritiker rügten, er verkläre sie. Als Erzähler pflegte er einen leidenschaftlichen und üppigen Stil, dabei zwischen Poesie, Betrachtung und Polemik (gegen zeitgenössische Verhältnisse) wechselnd. Sein Debütroman Koloss von 1963 – mit dem er einen Wettbewerb gewann – mauserte sich bald zum „Kultbuch“, das sich (bis 2001) in mindestens 130.000 Exemplaren verkaufte. Held des Romans ist ein schwärmerischer Athlet, der als Mörder (wider Willen) und in geistiger Zerrüttung endet. Der Stoff wurde 1993 vom Polen Witold Leszczyński verfilmt, erzielte allerdings nur geringes Echo. Zwei deutsche Ausgaben des Romans erschienen 1968 und 1970 unter dem befremdlichen Titel Rote Laterne und weißer Schnee.
Alnæs schrieb weiter großangelegte Romane, daneben ökologische Manifeste. Die Rebellen von 1968 schimpften ihn Reaktionär, obwohl er mit ihnen sympathisierte. Er zog sich auf einen abgeschiedenen und heruntergekommenen Bauernhof (in Vågå-traktene) zurück. Mit knapp 60 Jahren stirbt Alnæs 1991 „krank und vergessen“. Auf Kjell Askildsen anspielend, ließe sich vielleicht sagen, Alnæs sei Norwegens Ernst Kreuder gewesen. 

## Auszeichnungen
- Zwei Nominierungen für den Literaturpreis des Nordischen Rates: 1964 mit Koloss, 1969 mit Gemini
- Kritikerprisen 1968, (für Gemini)
- Bokhandlerprisen 1969

## Werke
Belletristik
- Koloss; Brage Bragessons skrift, Roman, 1963, überarbeitet 1969.
- Gemini, Roman. 1968.
- Festningen faller, Roman. 1971.
- På frihetens pinebenk: en prosess, Roman. 1972.
- Musica, Roman. 1978.
- Dynamis, Roman. 1982.
- Restdjevelens karneval, Roman 1992 (postum).

Sachbücher
- Naturkatedral. En opplevelse i ord og bilder. 1976.
- Svart snø eller samvern. Dokumentarbok fra en brytningstid. 1976.

deutsche Ausgaben
- Rote Laterne und weißer Schnee. Roman, aus dem Norwegischen übertragen von Gerhard Matthäus, Droemer/Knaur 1968 (Lizenzausgabe 1970)